# Antonio Cruz (wielrenner)
Antonio ("Tony") Cruz (Long Beach (Californië), 31 oktober 1971) is een Amerikaans voormalig wielrenner die reed voor US Postal, Discovery Channel en BMC Racing Team.

## Belangrijkste overwinningen
2000
- 6e etappe Ronde van Langkawi

2004
- Eindklassement Tour de Nez
- 2e etappe Ronde van de Ain

2006
- Eindklassement Tour de Nez

## Resultaten in voornaamste wedstrijden
| Jaar | Ronde van Italië | Ronde van Frankrijk | Ronde van Spanje |
| ---- | ---------------- | ------------------- | ---------------- |
| 2001 |                  |                     | 103e             |
| 2002 |                  |                     | 118e             |
| 2003 |                  |                     |                  |
| 2004 |                  |                     | 68e              |
| 2005 | 129e             |                     |                  |
| 2007 |                  |                     |                  |

| Jaar | Milaan-San Remo | Gent-Wevelgem | Ronde van Vlaanderen | Parijs-Roubaix | Parijs-Tours | Dwars door Vlaanderen |  | WK op de weg |
| ---- | --------------- | ------------- | -------------------- | -------------- | ------------ | --------------------- |  | ------------ |
| 2001 |                 | 30e           | 84e                  |                |              |                       |  |              |
| 2002 |                 | 67e           |                      |                | 20e          |                       |  | 138e         |
| 2003 | 106e            |               |                      |                |              | 38e                   |  |              |
| 2004 | 89e             |               | 118e                 | 49e            |              | 9e                    |  |              |
| 2005 |                 | 16e           |                      |                |              |                       |  |              |
| 2007 | 117e            | 80e           |                      |                |              | 17e                   |  |              |